# Processor Direct Slot

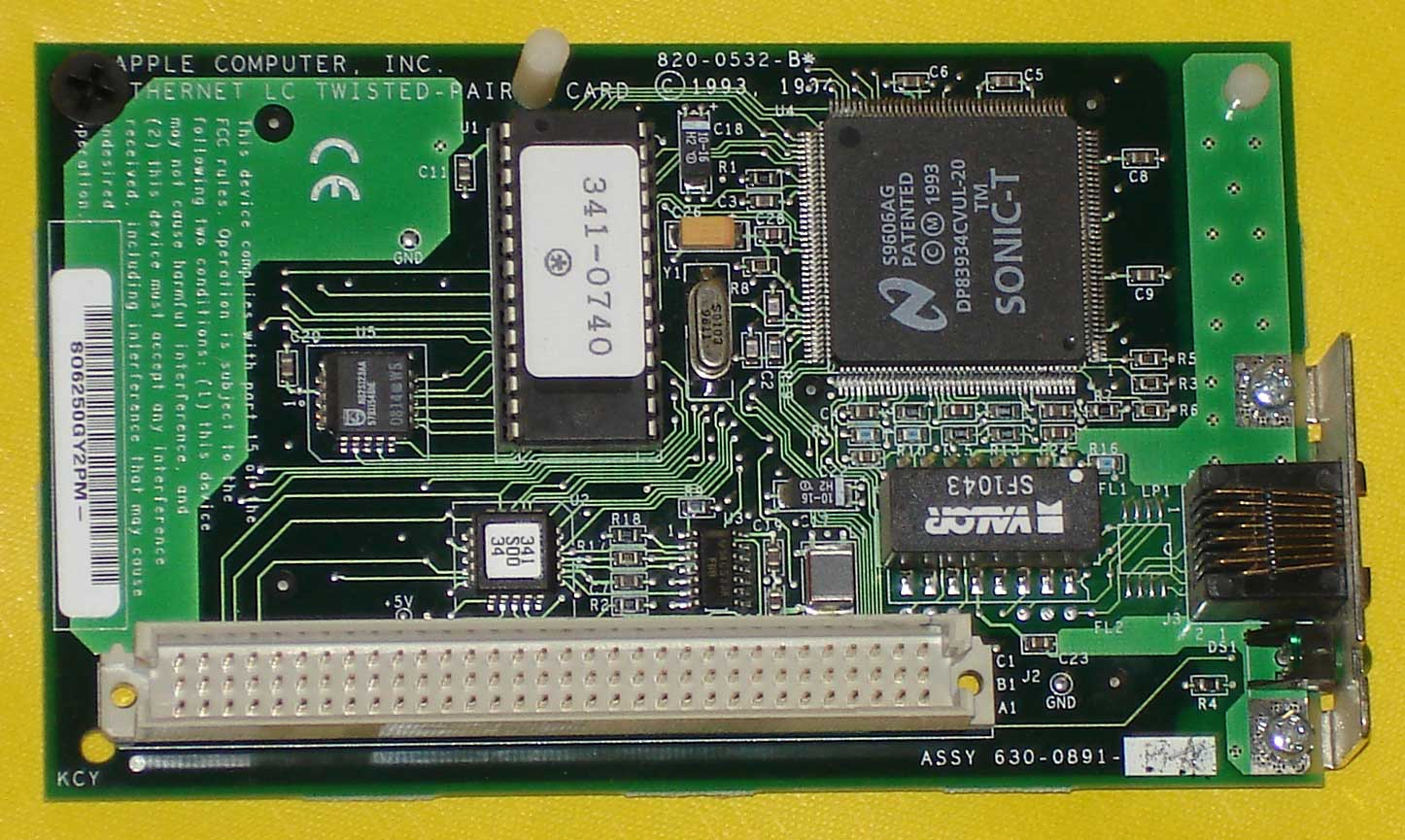
LC PDS Ethernet-kaart. De PDS-connector is linksonder op de foto te zien. De kaart werd parallel met het moederbord gemonteerd, in tegenstelling tot de meeste andere systemen waar kaarten loodrecht op het moederbord gemonteerd worden.

Een Processor Direct Slot (PDS) is een uitbreidingssleuf die in veel oudere Macintosh-modellen gebruikt wordt om directe toegang tot de signaalpinnen van een CPU mogelijk te maken, vergelijkbaar met de functionaliteit van een lokale bus bij pc's. Dit resulteerde in veel hogere snelheden dan wanneer er door een buslaag zoals NuBus moest gegaan worden, die doorgaans op een lagere snelheid van 10 MHz liep.

## Ontwerp
Een uitbreidbare Macintosh heeft meestal meerdere uitbreidingsslots. Er was echter nooit meer dan één PDS-slot aanwezig. In plaats van een geavanceerd communicatieprotocol te gebruiken met arbitrage tussen verschillende hardwarecomponenten die mogelijk tegelijkertijd toegang tot het communicatiekanaal proberen te krijgen, gaf het PDS-slot voor het grootste deel gewoon directe toegang tot signaalpennen op de CPU, waardoor het meer gelijkenissen vertoonde met een lokale bus.
PDS-slots waren dus meestal CPU-specifiek, en daarom zou een kaart die is ontworpen voor het PDS-slot in de Motorola 68030-gebaseerde Macintosh SE/30 bijvoorbeeld niet werken in de Motorola 68040-gebaseerde Quadra 700.
De enige uitzondering hierop was het PDS-ontwerp van de eerste Motorola 68020-gebaseerde Macintosh LC. De LC was de eerste poging van Apple om een "goedkope" Mac te produceren. Dat was zo'n succes dat Apple een manier vond om het PDS-slot compatibel te houden met de volgende Macintosh LC-modellen die gebaseerd waren op de 68030, 68040 en later de PowerPC-processor zodat dezelfde uitbreidingskaarten zouden blijven werken.

## Historiek

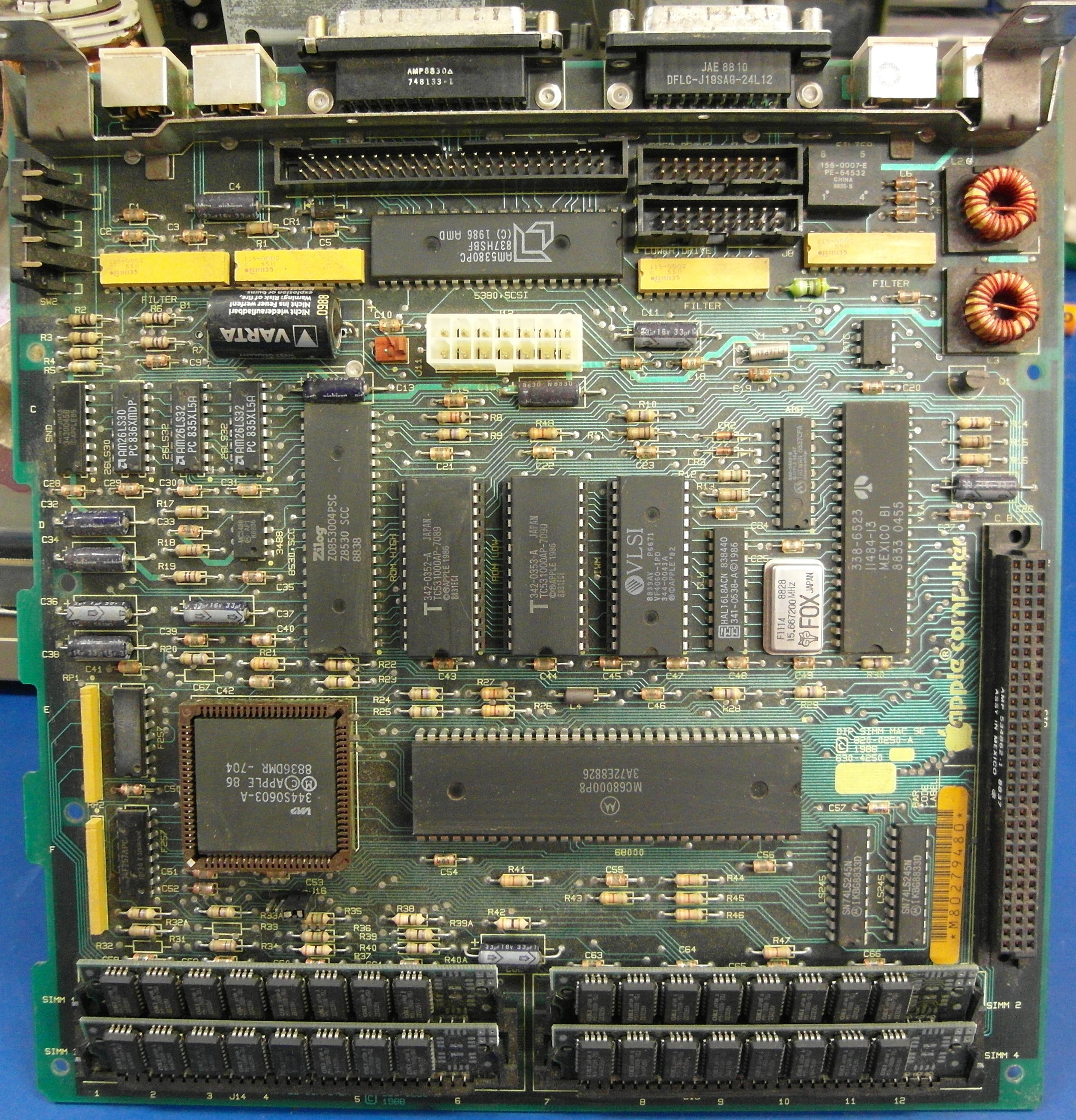
Moederbord van een Macintosh SE met de 96-pins PDS-connector uiterst rechts op de foto.

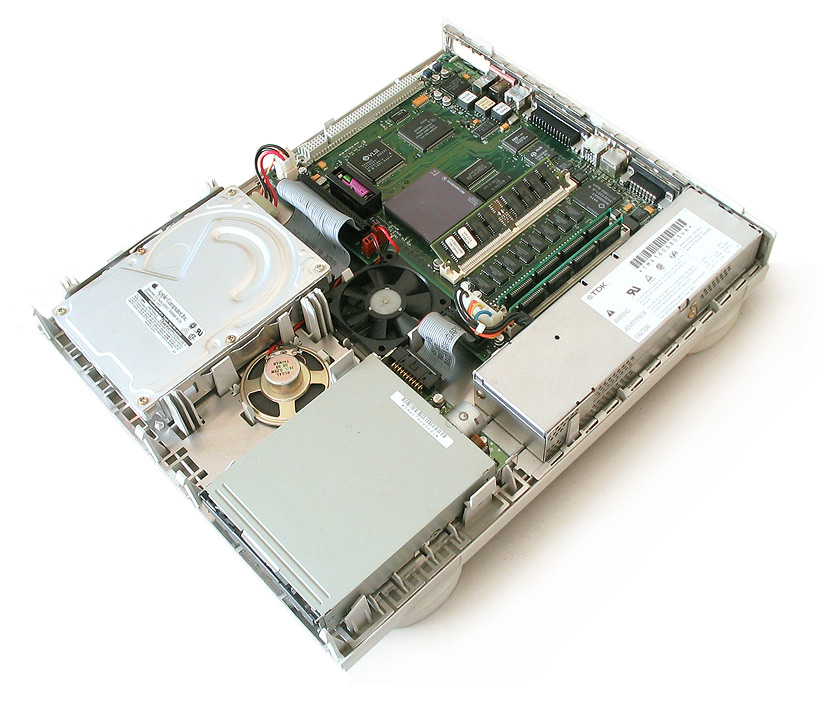
Moederbord van een Quadra 605 met de 32-bits versie van het LC-slot. De ingekeepte PDS-connector is de witte connector bovenaan in beeld.

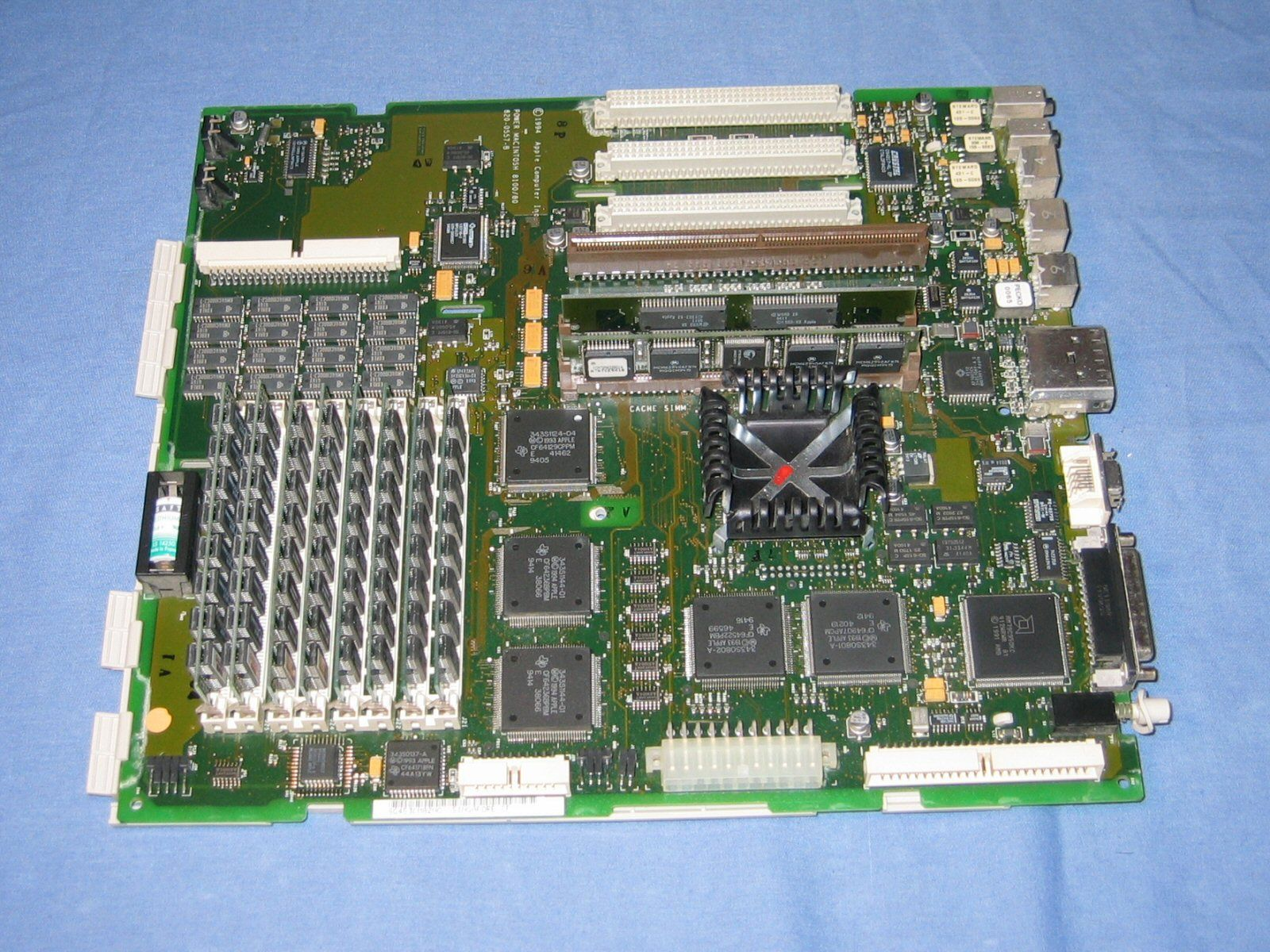
Moederbord van een Power Macintosh 8100, het PDS-slot is de bruine connector bovenaan in beeld onder de drie witte NuBus-slots.

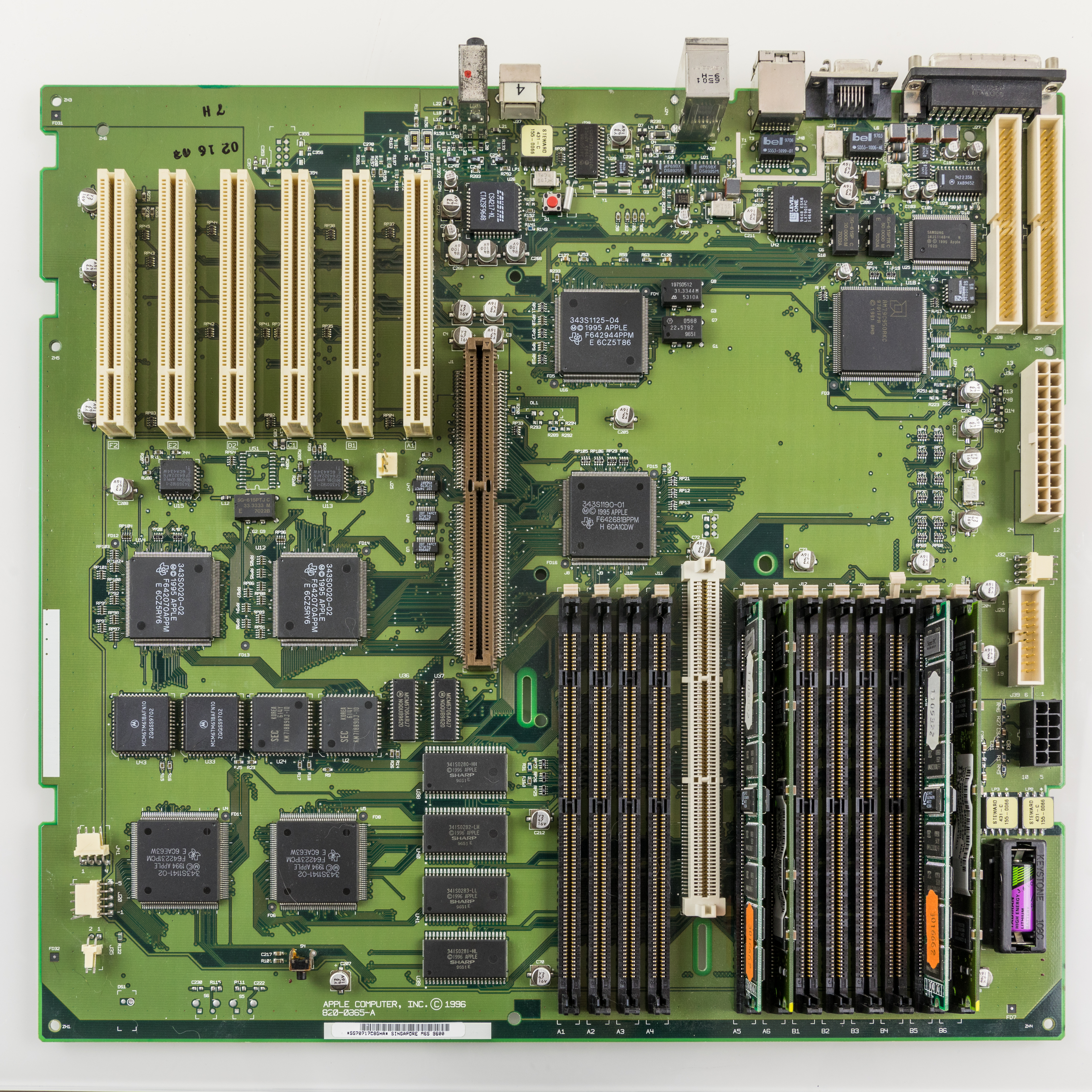
Moederbord van een Power Macintosh 9600, het PowerPC dochterkaart-slot is de bruine connector in het midden van de printplaat naast de zes witte PCI-slots.

### SE-slot (Motorola 68000)
Het SE "System Expansion"-slot, geïntroduceerd in de Macintosh SE in 1987, was het eerste Processor Direct Slot, dat een 96-pins Euro-DIN-connector gebruikte om te communiceren met de Motorola 68000-processor. Dit slot werd ook gebruikt in de Macintosh Portable.

### IIci-slot (Motorola 68030)
Het L2-cacheslot van de Macintosh IIci, geïntroduceerd in 1989, was een 32-bits versie van een PDS dat een 120-pins Euro-DIN-connector gebruikte om de Motorola 68030-processor te ondersteunen. Dit slot verscheen ook in de Macintosh IIsi, IIvi en IIvx. Hierdoor konden externe bedrijven zoals DayStar Digital processorupgrades ontwikkelen waarvoor de CPU niet verwijderd hoefde te worden. De Macintosh SE/30 gebruikte ook dezelfde PDS-configuratie, maar de ruimte in de compacte Macintosh-behuizing was een beperkende factor.

### IIfx PDS (Motorola 68030)
De Macintosh IIfx, geïntroduceerd in 1990, bevatte een PDS dat visueel vergelijkbaar was met het IIci-slot, maar verschillen in pinouts en busmastering zorgden er voor dat er weinig kaarten voor ontwikkeld werden.

### LC-slot (Motorola 68020/68030)
Het LC-slot, geïntroduceerd in 1990, was aanvankelijk een PDS voor de Motorola 68020/68030-processoren in de Macintosh LC en LC II die een langzamere, goedkopere 16-bits databus gebruikten. De 96-pins Euro-DIN-connector in de vroege 16-bits modellen lijkt op de connector van het SE-slot, maar is niet compatibel. De latere modellen voegden 18 extra pinnen toe via een ingekeepte extensie om een 32-bits databus te ondersteunen, terwijl de compatibiliteit met de eerdere 16-bits kaarten behouden bleef. Deze configuratie bleek zo populair te zijn bij de Macintosh Performa-lijn van Apple dat latere modellen die op PowerPC gebaseerd waren de 68030-pinsignalen emuleerden voor hun LC-slots.

### Quadra PDS (Motorola 68040)
De Macintosh Quadra-serie werd in 1991 geïntroduceerd met een nieuw PDS voor de Motorola 68040-processor dat zich in het verlengde van een van de NuBus-slots bevond. Wanneer een PDS-kaart geïnstalleerd werd kon een van de NuBus-slots dus niet meer gebruikt worden. De Quadra 605 en Quadra 630 waren uitzonderingen die een 32-bits versie van het LC-slot gebruikten. Beide maakten PowerPC-upgrades mogelijk via het "Ready for PowerPC upgrade"-programma.

### Duo Dock connector (Motorola 68030 / NuBus)
De PowerBook Duo-serie werd in 1992 geïntroduceerd met een 68030-gebaseerde 152-pins connector waarmee het moederbord van de notebook kon communiceren met een reeks desktop-dockingsystemen, waarvan sommige konden uitgerust worden met een FPU. Vanwege de complexiteit van grotere Duo Docks werd NuBus gebruikt om delen van de subsystemen te beheren.

### Power Macintosh PDS (PowerPC 601)
Power Macintosh-systemen van de eerste generatie met NuBus-architectuur, zoals de 6100, 7100 en 8100 waren voorzien van een PDS dat gebruikt werd voor snelle AV-kaarten. Het werd later gebruikt door externe fabrikanten om PowerPC G3- en G4-upgrades te ondersteunen.

### PowerPC dochterkaart-slot
Power Macintosh-systemen van de tweede generatie met PCI-architectuur, zoals de 7500 tot en met 9600, hadden hun PowerPC 601- en 604-processors op dochterkaarten die konden verwisseld worden voor PowerPC G3- en G4-upgrades.

### PowerPC cacheslot
Power Macintosh-systemen uit het middensegment gebaseerd op PowerPC 603e-processoren met PCI-architectuur, zoals de 5400, 5500 en 6360 tot en met 6500, hadden een L2-cacheslot dat directe toegang tot de CPU bood. Hierdoor konden externe fabrikanten PowerPC G3-upgrades voor dit slot bouwen.

## Einde van PDS
Recentere Macs hebben zulke hoge processorsnelheden dat een PDS niet praktisch zou zijn, in plaats daarvan gebruiken ze PCIe en Thunderbolt. De laatste implementatie van Apple die op een PDS-slot lijkt is de connector van de processorlade in de Mac Pro's van 2009 tot 2012. Bij recentere modellen zijn Intel Xeon-processoren rechtstreeks op de printplaat bevestigd.